# Megaselia cribella
Megaselia cribella är en tvåvingeart som beskrevs av Borgmeier 1964. Megaselia cribella ingår i släktet Megaselia och familjen puckelflugor. Inga underarter finns listade i Catalogue of Life.